# NGC 5104
NGC 5104 est une galaxie spirale située dans la constellation de la Vierge. Sa vitesse par rapport au fond diffus cosmologique est de 5 872 ± 22 km/s, ce qui correspond à une distance de Hubble de 86,6 ± 6,1 Mpc (∼282 millions d'al). NGC 5104 a été découverte par l'astronome allemand Albert Marth en 1864.
La luminosité de la galaxie NGC 5104 dans l'infrarouge lointain (de 40 à 400 µm)  est égale à 1,23 × 1011 {\displaystyle L_{\odot }} (1011,09{\displaystyle L_{\odot }}) et sa luminosité totale dans l'infrarouge (de 8 à 1 000 µm) est de 1,58 x 1110 {\displaystyle L_{\odot }} (1011,2{\displaystyle L_{\odot }}).
NGC 5104 présente une large raie HI et c'est une galaxie lumineuse dans l'infrarouge (LIRG). De plus, c'est une galaxie LINER, c'est-à-dire une galaxie dont le noyau présente un spectre d'émission caractérisé par de larges raies d'atomes faiblement ionisés. Selon la base de données Simbad, NGC 5104 est une radiogalaxie.
À ce jour, neuf mesures non basées sur le décalage vers le rouge (redshift) donnent une distance de 69,211 ± 5,656 Mpc (∼226 millions d'al), ce qui est à l'extérieur des valeurs de la distance de Hubble. Notons cependant que c'est avec la valeur moyenne des mesures indépendantes, lorsqu'elles existent, que la base de données NASA/IPAC calcule le diamètre d'une galaxie et qu'en conséquence le diamètre de NGC 5104 pourrait être d'environ 36,4 kpc (∼119 000 al) si on utilisait la distance de Hubble pour le calculer.